# Arrest Schirmeister/De Heus
Het arrest Schirmeister/De Heus (HR 15 april 1994, NJ 1995/614) is een arrest van de Nederlandse Hoge Raad dat betrekking heeft op dwaling bij aankoop van een oldtimer.

## Casus
Begin 1988 koopt Schirmeister van De Heus een 22 jaar oude Citroën DS Break, die er –voor zijn leeftijd– nog heel mooi uitziet. Verkoper wist dat Schirmeister met deze oldtimer aan het verkeer wilde deelnemen.
Bij de keuring ten behoeve van een Nederlands kenteken is de auto goedgekeurd. 15 maanden later blijkt bij een APK-keuring, dat de kokerbalken op verschillende plaatsen zijn doorgeroest. Dit gebrek was echter gecamoufleerd doordat de gaten waren opgevuld met polyester, terwijl de kokerbalken waren overgespoten.

## Procesgang
De transactie heeft plaatsgevonden onder het oude BW. Schirmeister vordert vernietiging dan wel ontbinding van de koopovereenkomst wegens bedrog, althans dwaling, alsmede wanprestatie en subsidiair verborgen gebreken.
Rechtbank en hof hebben de vordering van Schirmeister afgewezen. In cassatie is het arrest van het hof vernietigd en de zaak doorverwezen naar een ander hof.

## Hoge Raad
De Hoge Raad overwoog:

Ingeval een (tweedehands) auto wordt gekocht om daarmee, naar de verkoper bekend is, aan het verkeer deel te nemen, zal als regel moeten worden aangenomen dat de auto niet beantwoordt aan de overeenkomst, indien als gevolg van een eraan klevend gebrek dat niet op eenvoudige wijze kan worden ontdekt en hersteld, zodanig gebruik van de auto gevaar voor de verkeersveiligheid zou opleveren.

Niet uitgesloten is dat deze regel uitzondering lijdt, bijvoorbeeld wanneer de koper het risico van een zodanig gebrek heeft aanvaard. Hierbij valt, wanneer het gaat om een transactie en een auto als de onderhavige, onder meer te denken aan de situatie dat voor de koper de authentieke staat van de carrosserie belangrijker was dan de verkeerstechnische conditie van de auto. Daarbij moet echter rekening worden gehouden met het feit dat uitlatingen van de verkoper over die conditie, afhankelijk van hun inhoud aan het aannemen van een dergelijke aanvaarding in de weg kunnen staan.

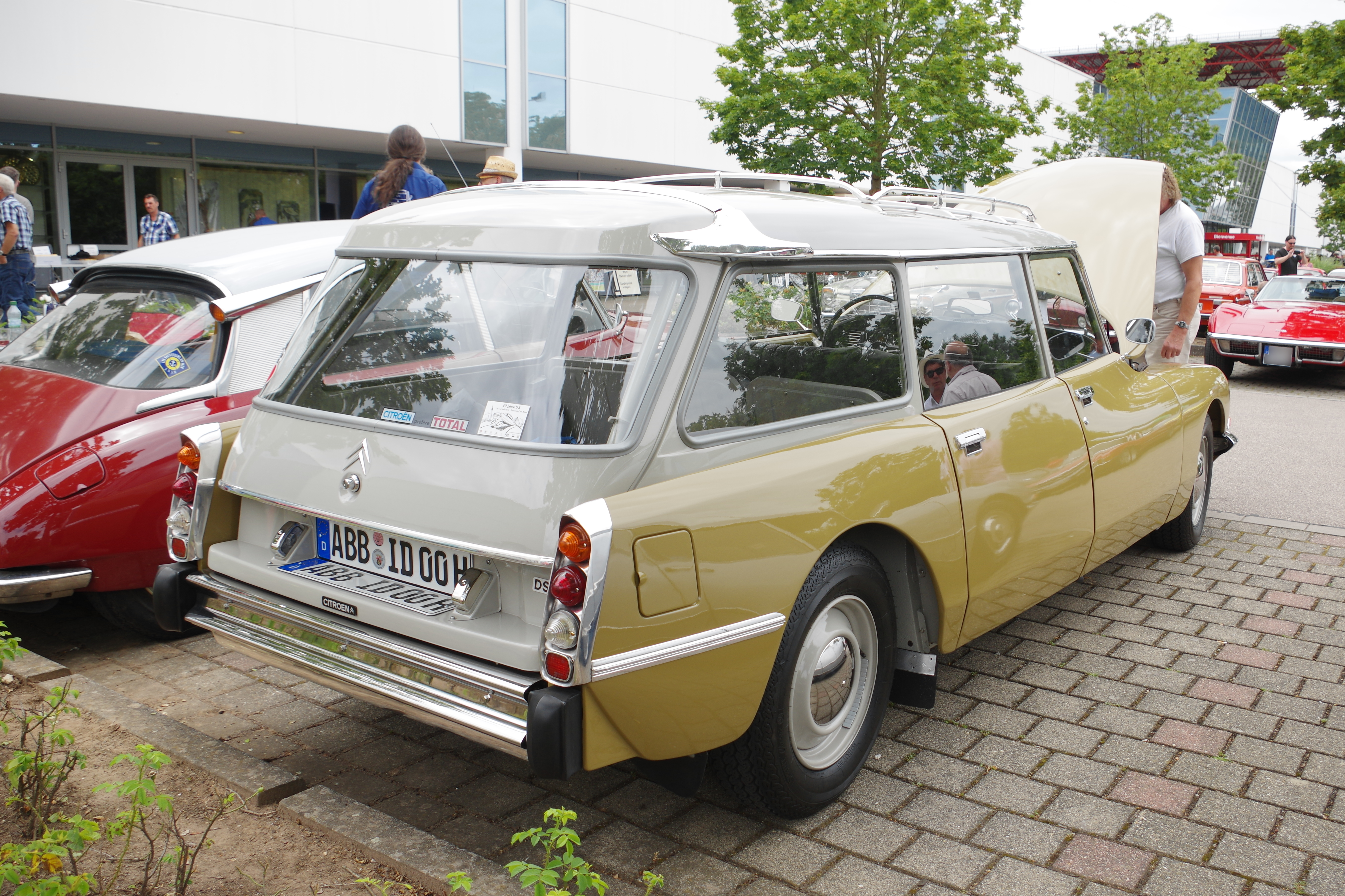
Auto van het type waarover het arrest handelde (DS break)

## Relevantie
De kernoverweging van de Hoge Raad laat zich lezen als een algemene regel. Bij de koop van een (tweedehands) auto wordt een beroep op dwaling al snel gehonoreerd indien niet wordt voldaan aan elementaire eisen van verkeersveiligheid.